# Europamästerskapet i ishockey för herrar 1927
Europamästerskapet i ishockey 1927 spelades i Wien i Österrike 24-29 januari 1927. Österrike vann turneringen före Belgien och Tyskland.

## Resultat
| Datum      | Matcher EM 1927             | Resultat        |
| ---------- | --------------------------- | --------------- |
| 24 januari | Tyskland - Tjeckoslovakien  | 2 - 1 (2-0,0-1) |
| 24 januari | Belgien - Ungern            | 6 - 0 (2-0,4-0) |
| 24 januari | Österrike - Polen           | 3 - 1 (2-0,1-1) |
| 25 januari | Belgien - Tjeckoslovakien   | 2 - 0 (2-0,0-0) |
| 25 januari | Tyskland - Polen            | 2 - 1 (1-1,1-0) |
| 25 januari | Österrike - Ungern          | 6 - 0 (4-0,2-0) |
| 27 januari | Tyskland - Ungern           | 5 - 0 (3-0,2-0) |
| 27 januari | Polen - Tjeckoslovakien     | 1 - 1 (1-0,0-1) |
| 27 januari | Österrike - Belgien         | 1 - 0 (0-0,1-0) |
| 28 januari | Ungern - Tjeckoslovakien    | 0 - 5 (0-2,0-3) |
| 28 januari | Belgien - Polen             | 2 - 2 (1-1,1-1) |
| 28 januari | Österrike - Tyskland        | 2 - 1 (1-1,1-0) |
| 29 januari | Polen - Ungern              | 6 - 1 (3-0,3-1) |
| 29 januari | Belgien - Tyskland          | 3 - 0 (2-0,1-0) |
| 29 januari | Österrike - Tjeckoslovakien | 1 - 0 (0-0,1-0) |

## Tabell
| Plac. | Lag             | Matcher | Segrar | Oavgj. | Förl. | Mål    | Poäng |
| ----- | --------------- | ------- | ------ | ------ | ----- | ------ | ----- |
| 1     | Österrike       | 5       | 5      | 0      | 0     | 13 - 2 | 10    |
| 2     | Belgien         | 5       | 3      | 1      | 1     | 13 - 3 | 7     |
| 3     | Tyskland        | 5       | 3      | 0      | 1     | 10 - 7 | 6     |
| 4     | Polen           | 5       | 1      | 2      | 2     | 11 - 9 | 4     |
| 5     | Tjeckoslovakien | 5       | 1      | 1      | 3     | 7 - 6  | 3     |
| 6     | Ungern          | 5       | 0      | 0      | 5     | 1 - 28 | 0     |

## Medaljer
| Europamästerskapet 1927 | Land      |
| ----------------------- | --------- |
| Guld                    | Österrike |
| Silver                  | Belgien   |
| Brons                   | Tyskland  |

## Skytteliga
| Spelare                  | Mål |
| ------------------------ | --- |
| Willy Kreitz             | 7   |
| Ulrich Lederer           | 6   |
| Gustav Jaenecke          | 6   |
| Tadeusz "Ralf" Adamowski | 5   |
| Josef Malecek            | 5   |

## Laguppställningar

### Österrike
Herman Weiss - Peregin Spewak, Walter Brück, Herbert Brück, Ulrich Lederer, Walter Sell, Alfred Revi, Jacques Ditrichstein, Kurt Wollinger, Sommer, Hans Tatzer, Josef Göbel

### Belgien
Roger Bureau, Hector Chotteau, Albert Collon, Louis de Ridder, Louis Franck, Wilhelm Kraitz, David Meyer, Charles Mulder, André Poplimont, Pierre van Reysschot, Gaston van Volxem.

### Tyskland
Alex Grueber, Gustav Jaenecke, Wolfgang Kittel, Franz Kreisel, Mathias Leiss, Horst Orbanowski, Fritz Rammelmayer, Erich Römer, Walter Sachs, Hans Schmidt, Alfred Steinke.